# Hyperfocale
En optique et en photographie, la distance hyperfocale – souvent remplacée par le substantif hyperfocale – est une distance liée à la profondeur de champ qui peut être définie de deux manières légèrement différentes.
1. L’hyperfocale est la distance minimum à laquelle il est possible de faire la mise au point tout en gardant les objets situés à l'infini avec une netteté acceptable. La mise au point à cette distance permet d'obtenir la plus grande plage de netteté acceptable qui s'étend alors de la moitié de cette distance à l'infini[1].
2. Pour une mise au point à l'infini, l’hyperfocale est la distance au-delà de laquelle tous les objets ont une netteté acceptable[2].

Elle dépend de la focale {\displaystyle f} utilisée, du nombre d'ouverture {\displaystyle N} et de la limite angulaire de netteté {\displaystyle \epsilon } ou du diamètre du cercle de confusion {\displaystyle c}.

## Description et netteté acceptable
Le réglage consistant à faire la mise au point sur la distance hyperfocale est utilisé par les photographes pour obtenir une profondeur de champ maximum (en paysage par exemple) ou pour simplifier le paramètre « mise au point » au moment de prendre une photo, permettant ainsi de se concentrer sur d'autres aspects de la scène (en reportage par exemple). 
La détermination de l'hyperfocale dépend fondamentalement de la perception de la netteté d'une image. La première approche consiste à fixer de façon arbitraire une limite angulaire de netteté le plus souvent fondée sur le pouvoir séparateur de l’œil. Une valeur classique est de une minute d'arc {\displaystyle \epsilon =1'={\frac {1}{60}}^{\circ }} pour un œil dont l'acuité visuelle est de 10/10. Du fait du non-respect des distances orthoscopiques, il est souvent plus judicieux d'exprimer l'exigence de netteté par le cercle de confusion, qui dépend de la manière dont la photographie finale est destinée à être regardée.
Le calcul théorique de l'hyperfocale ne tient compte ni des aberrations des objectifs, ni de la résolution de la surface sensible et ni des conditions d'éclairage et de contraste, ces deux derniers points n'ayant aucune influence sur la mise au point. Ces calculs restent néanmoins une bonne approche hors de conditions limites.

## Calcul

### En utilisant une limite angulaire de netteté

#### Définition 1

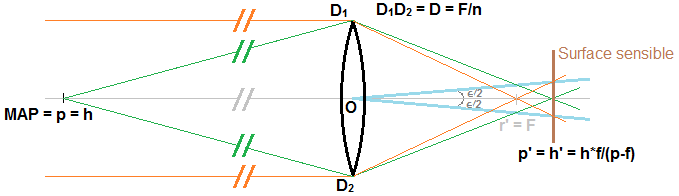
Figure 1. Tracé des rayons optiques dans le cas d'une mise à point à l'hyperfocale, où le dernier plan net est alors à l'infini.

La figure 1 ci-contre indique le parcours des rayons quand la mise au point est faite à l'hyperfocale. Le dernier plan net est alors rejeté à l'infini, ce qui correspond à des rayons qui se focalise à la distance {\displaystyle f} (focale de l'objectif) du centre optique. La limite de netteté {\displaystyle \epsilon } étant très faible, on assimile sa mesure à sa tangente. En utilisant le théorème de Thalès (sur les triangles orange).
{\displaystyle {\frac {\epsilon \ p'}{f/N}}={\frac {p'-f}{f}}\Longleftrightarrow N\,\epsilon \ p'=p'-f},
et la relation de conjugaison où apparaît la distance hyperfocale {\displaystyle H},
{\displaystyle {\frac {1}{p'}}+{\frac {1}{H}}={\frac {1}{f}}\ \Longleftrightarrow p'={\frac {H\ f}{H-f}}},
on obtient :
{\displaystyle N\epsilon {\frac {H\,f}{H-f}}={\frac {Hf}{H-f}}-f}
{\displaystyle \Leftrightarrow N\,\epsilon \,H\,f=Hf-f(H-f)}
{\displaystyle \Leftrightarrow N\,\epsilon \,H\,f=f^{2}}
soit {\displaystyle H={\frac {f}{N\,\epsilon }}}.

#### Définition 2

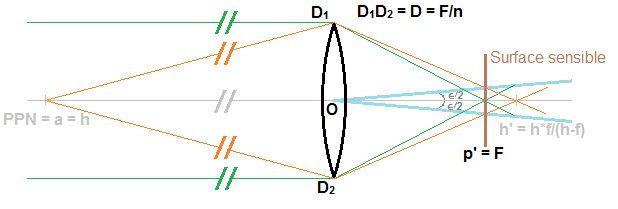
Figure 2. Tracé des rayons optiques dans le cas d'une mise à point à l'infini, pour le calcul de l'hyperfocale (qui est alors le premier plan net).

La figure 2 ci-contre indique le parcours des rayons quand la mise au point est faite à l'infini. Le capteur (ou la pellicule) est à la distance {\displaystyle f} (focale de l'objectif) du centre optique. Le premier plan net correspond alors à l'hyperfocale. La limite de netteté {\displaystyle \epsilon } étant très faible, on assimile sa mesure à sa tangente. En utilisant le théorème de Thalès (sur les triangles orange).
{\displaystyle {\frac {\epsilon f}{f/N}}={\frac {H'-f}{H'}}\ \Longleftrightarrow \ N\,\epsilon \,H'=H'-f},
et la relation de conjugaison
{\displaystyle {\frac {1}{H'}}+{\frac {1}{H}}={\frac {1}{f}}\ \Longleftrightarrow H'={\frac {H\ f}{H-f}}},
on obtient :
{\displaystyle \Leftrightarrow N\epsilon {\frac {Hf}{H-f}}={\frac {Hf}{H-f}}-f},
et on retrouve la même expression qu'en démarrant avec la définition 1, soit {\displaystyle H={\frac {f}{N\epsilon }}}.
Il faut cependant garder à l'esprit que l'angle limite de netteté peut varier en fonction de la position de la surface sensible. Les deux expressions ne mènent pas exactement à la même valeur.

### En utilisant le cercle de confusion
Si on utilise comme référence de netteté le diamètre du cercle confusion {\displaystyle c}, l'angle limite de netteté {\displaystyle \epsilon } dépend de la position {\displaystyle p'} de la surface photosensible.

#### Définition 1
D'après la figure 1, le cercle de confusion est {\displaystyle c=\epsilon \ p'}. On obtient
{\displaystyle N\ c={\frac {H\ f}{H-f}}-f}
{\displaystyle \Leftrightarrow (N\ c+f)(H-f)=H\ f}
{\displaystyle \Leftrightarrow N\ c\ (H-f)=f^{2}}
Soit {\displaystyle H={\frac {f^{2}}{Nc}}+f\,.}

#### Définition 2
On obtient {\displaystyle \epsilon ={\frac {c}{f}}} et donc {\displaystyle H={\frac {f^{2}}{Nc}}\,.}

#### Dans la pratique
En pratique photographique, dans les cas les plus courants, {\displaystyle f} étant négligeable devant le terme {\displaystyle {\frac {f^{2}}{Nc}}} : on peut alors, pour la première définition, utiliser l'approximation :
{\displaystyle H\simeq {\frac {f^{2}}{Nc}}}.

### En utilisant le diamètre de l'ouverture du diaphragme
Sachant que {\displaystyle d={\frac {f}{N}}}, il vient {\displaystyle H={\frac {f\ d}{c}}}.
- {\displaystyle d} : diamètre de l'ouverture du diaphragme (m).
- {\displaystyle f} : focale (m).
- {\displaystyle N} : nombre d'ouverture.
- {\displaystyle H} : distance hyperfocale (m).
- {\displaystyle c} : diamètre du cercle de confusion (m).

### Exemple de calcul
Pour un film 24×36 classique dont le cercle de confusion a une valeur de 0,030 mm, avec un objectif fixe de 50 mm et une ouverture à f/8, l'hyperfocale est :
{\displaystyle {H={\frac {(50.10^{-3})^{2}}{8\times 0{,}030.10^{-3}}}=10{,}4}\ \mathrm {m} }.

## Utilisation

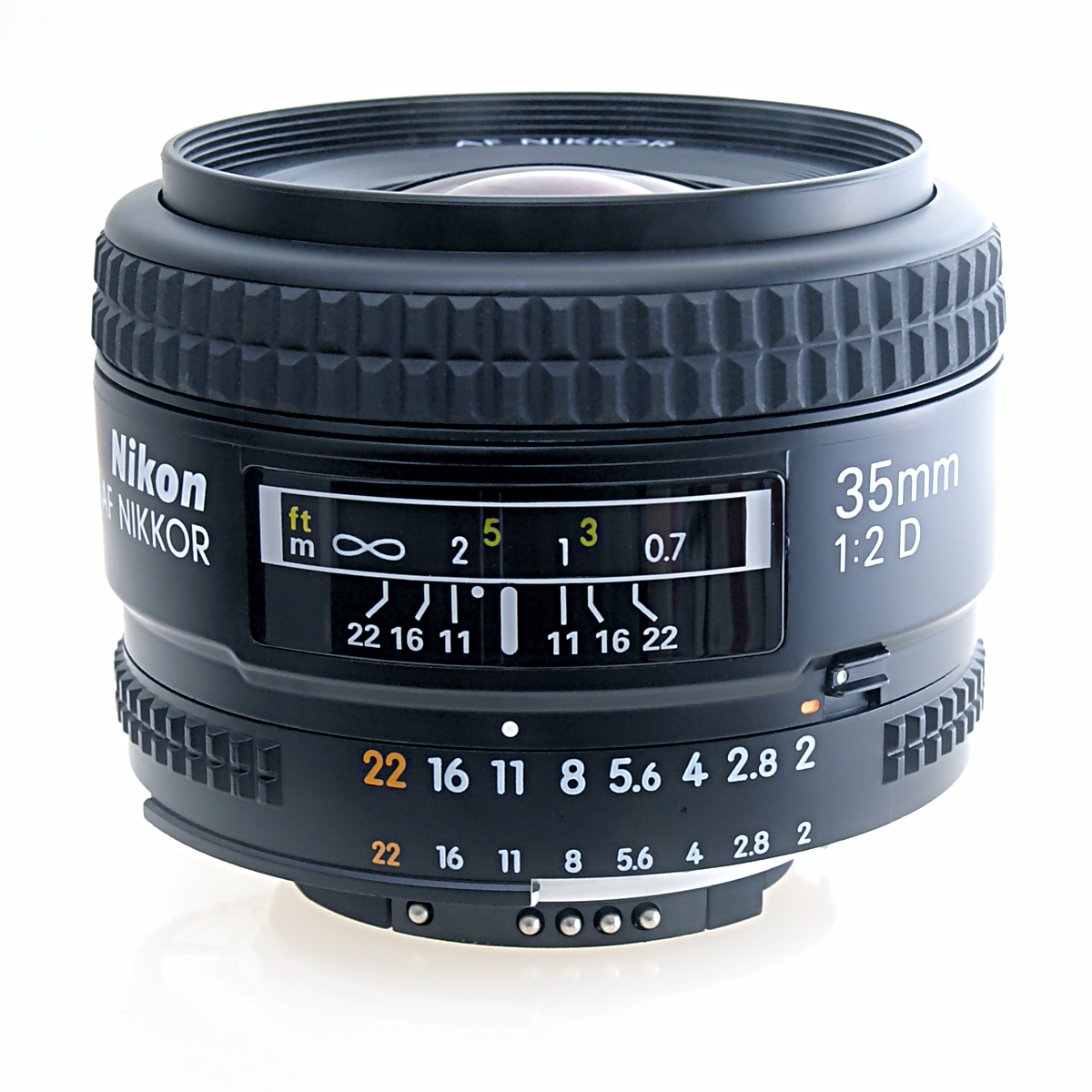
Réglage (ici à 1.50 m pour une ouverture réglée à f/11)

### Pour le paysage
L'intérêt est ici (a) d'avoir la plus grande profondeur de champ pour une ouverture donnée ou (b) de déterminer l'ouverture minimale pour une profondeur de champ couvrant un premier plan et l'infini.
Exemple, pour un boîtier 24×36, une focale de 24 mm donne un large angle de vue, réglée à une ouverture de f/11, l'hyperfocale est à environ  1,70 m.  Un calcul simplifié revient à diviser par deux l’hyperfocale soit {\displaystyle {\frac {1{,}70}{2}}=0{,}85\ \mathrm {m} }. Avec une mise au point à environ 1,70 m, les éléments placés au-delà de 0,85 m seront nets.
Réciproquement (b), pour assurer la netteté entre un premier plan situé à 0,85 m et l'infini, l'ouverture doit être plus faible  f/11 (f/16 ...). 

### Pour la photographie documentaire ou la photographie de rue
Souvent en photographie documentaire ou en photographie de rue, la distance au sujet n'est pas a priori connue alors que, simultanément,  il est nécessaire de pouvoir opérer avec rapidité, L'hyperfocale permet alors de prédéterminer une mise au point permettant d'obtenir une plage de netteté suffisamment étendue pour couvrir les sujets prévisibles. Cela est particulièrement utile pour la mise au point manuelle, en l'absence d'auto-focus ou s'il on veut s'en dispenser. 
Pour le même boîtier 24×36, cette fois équipé d’un objectif 35 mm, l'hyperfocale à f/8 est à environ 5 m. Une mise au point réglée aux environs de 5 m assurera que les sujets principaux situés à une distance supérieure à 2,5 m seront nets.